# Villers-en-Cauchies
Villers-en-Cauchies è un comune francese di 1 253 abitanti situato nel dipartimento del Nord nella regione dell'Alta Francia.

## Società

### Evoluzione demografica
Abitanti censiti